# Guillaume-Benjamin Duchenne

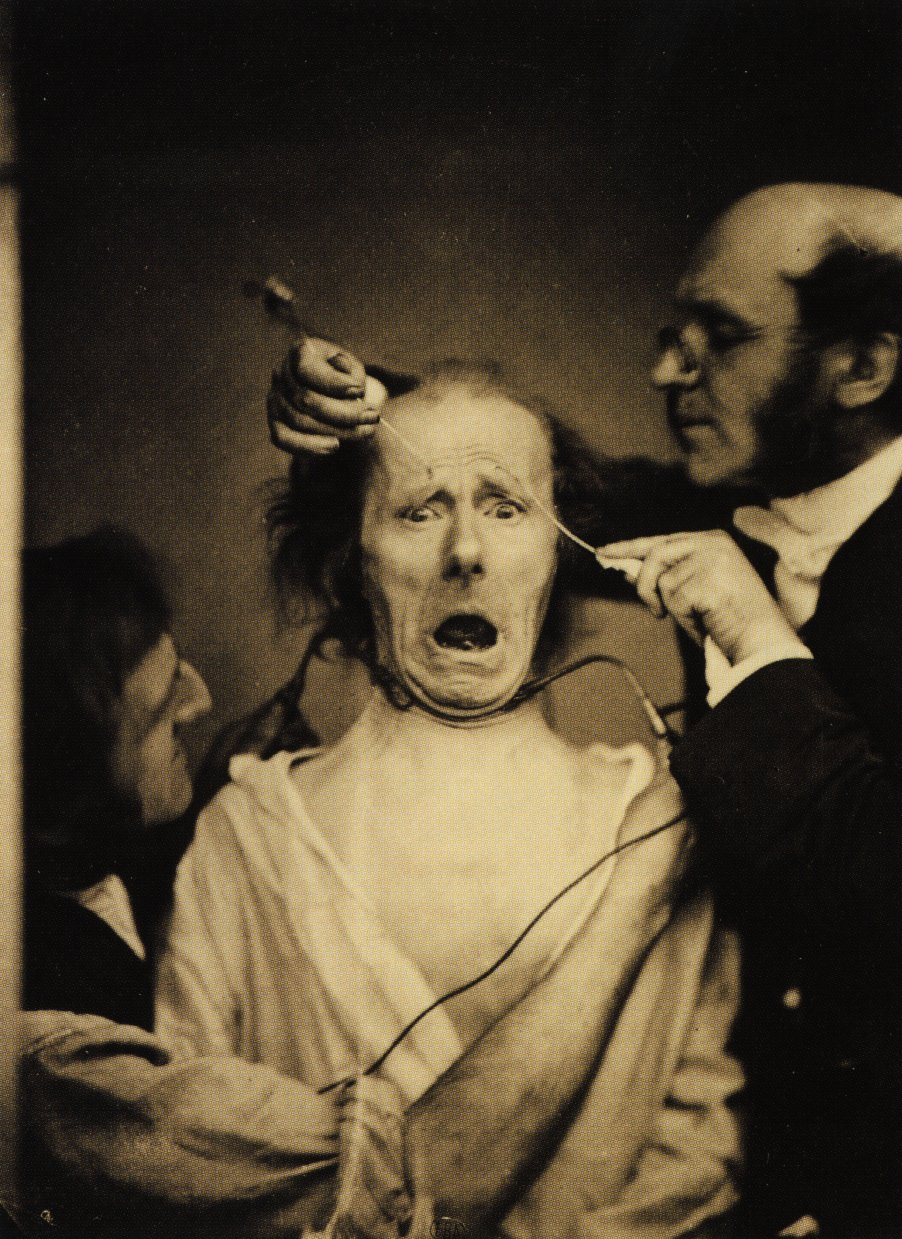
Guillaume-Benjamin Duchenne en assistent roepen met elektrostimulatie een uitdrukking van angst op bij een proefpersoon

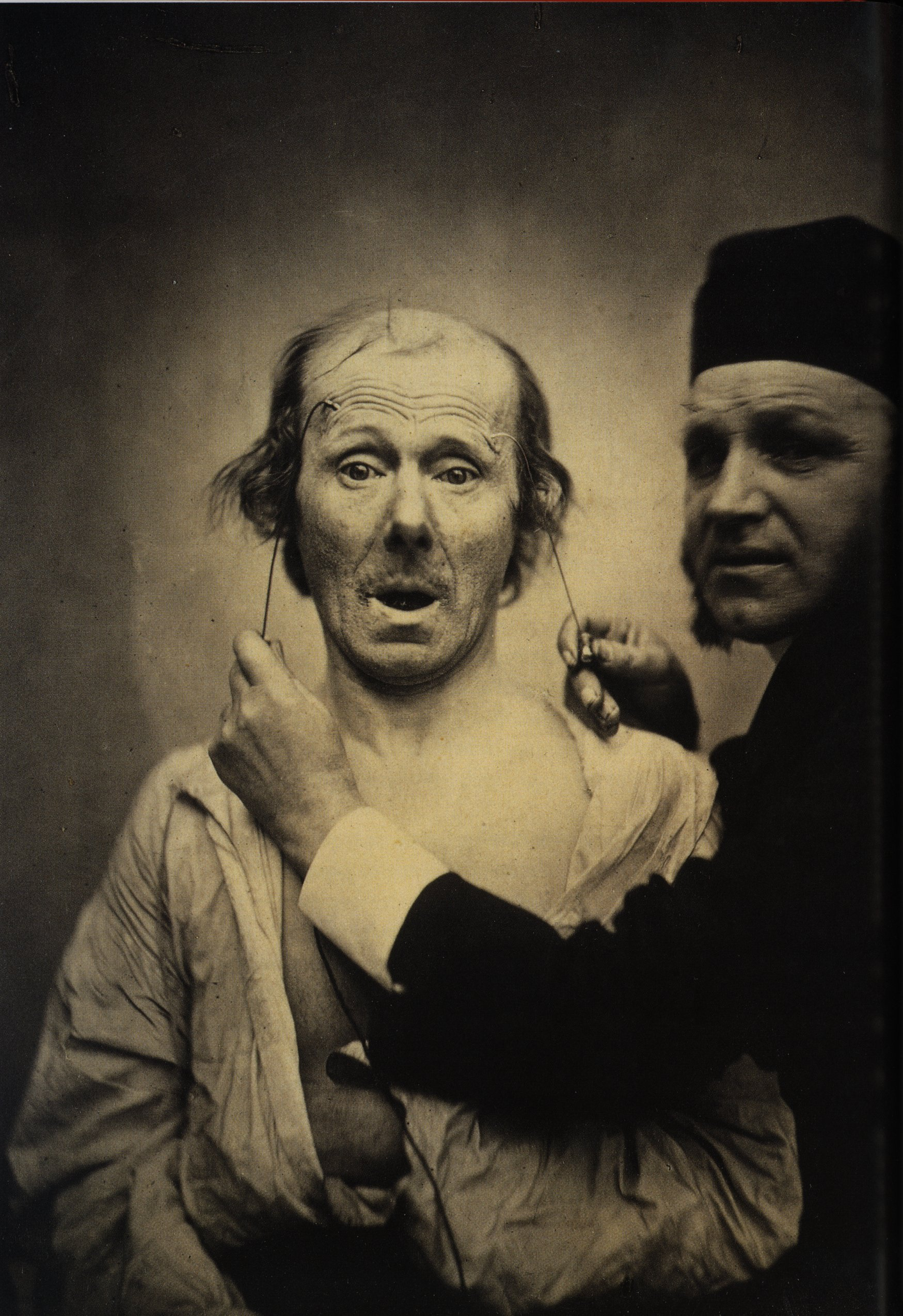
Stimulatie van een uitdrukking van verbazing

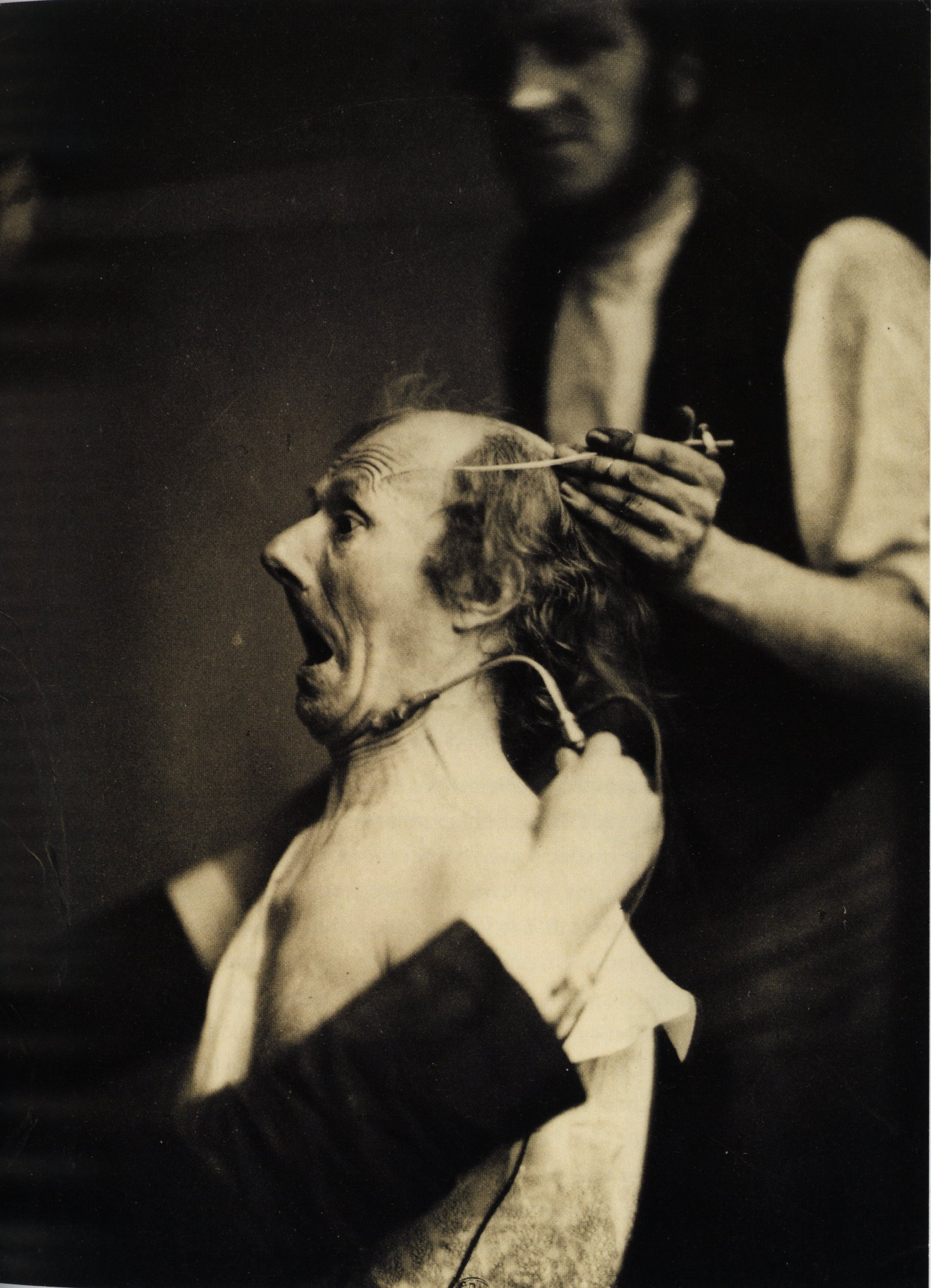
Stimulatie van een profiel

Guillaume Benjamin Amand Duchenne (Boulogne, 17 september 1806 – Parijs, 15 september 1875) was een Frans neuroloog en fotograaf.

## Loopbaan
Duchenne volgde zijn schoolopleiding in Douai en studeerde geneeskunde in Parijs, voordat hij in 1831 naar zijn geboortestad terugkeerde om zijn praktijk uit te oefenen. Hij begon aldaar elektriciteit als vorm van therapie uit te proberen op visserslui, een techniek die hij zijn verdere leven bleef gebruiken en waarmee hij zich de reputatie verwierf als vader van elektrotherapie. 
In 1842 keerde hij naar Parijs terug, waar hij de rest van zijn leven besteedde aan het verfijnen van klinische toepassingen en onderzoek naar spierziekten. Door middel van elektrische stimulatie wist hij ook bepaalde gelaatsexpressies in zijn proefpersonen op te roepen. Hij ontdekte daarbij dat een uitdrukking van 'echte' blijdschap niet alleen afhing van de spieren die de mondhoeken doen bewegen (de musculus zygomaticus major), maar ook van de spieren rondom de ogen (de orbicularis oculi). De spontane glimlach wordt te zijner ere nog steeds duchenneglimlach genoemd. Hij ontdekte ook de spierziekte die bekendstaat als de ziekte van Duchenne.
Duchenne hield zich als arts bezig met onder andere:
- functionele elektrostimulatie als test in neurologisch onderzoek van spieren
- tabetische locomotore ataxie
- acute poliomyelitis
- ontdekte spierdystrofie
- ontdekte progressieve bulbaire paralyse
- onderzoek naar loodvergiftiging

## Belangrijkste publicaties
- Essai sur la brûlure (1833)
- De l'Électrisation localisée et de son application à la physiologie, à la pathologie et à la thérapeutique (1855)
- Mécanisme de la physionomie humaine, ou Analyse électro-physiologique de l'expression des passions applicable à la pratique des arts plastiques (1862)
- Physiologie des mouvements démontrée à l'aide de l'expérimentation électrique et de l'observation clinique, et applicable à l'étude des paralysies et des déformations (1867)